# Peter Hille

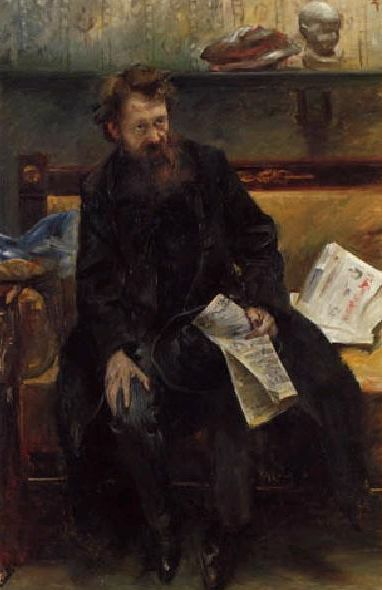
Peter Hille, Gemälde von Lovis Corinth, 1902, Kunsthalle Bremen

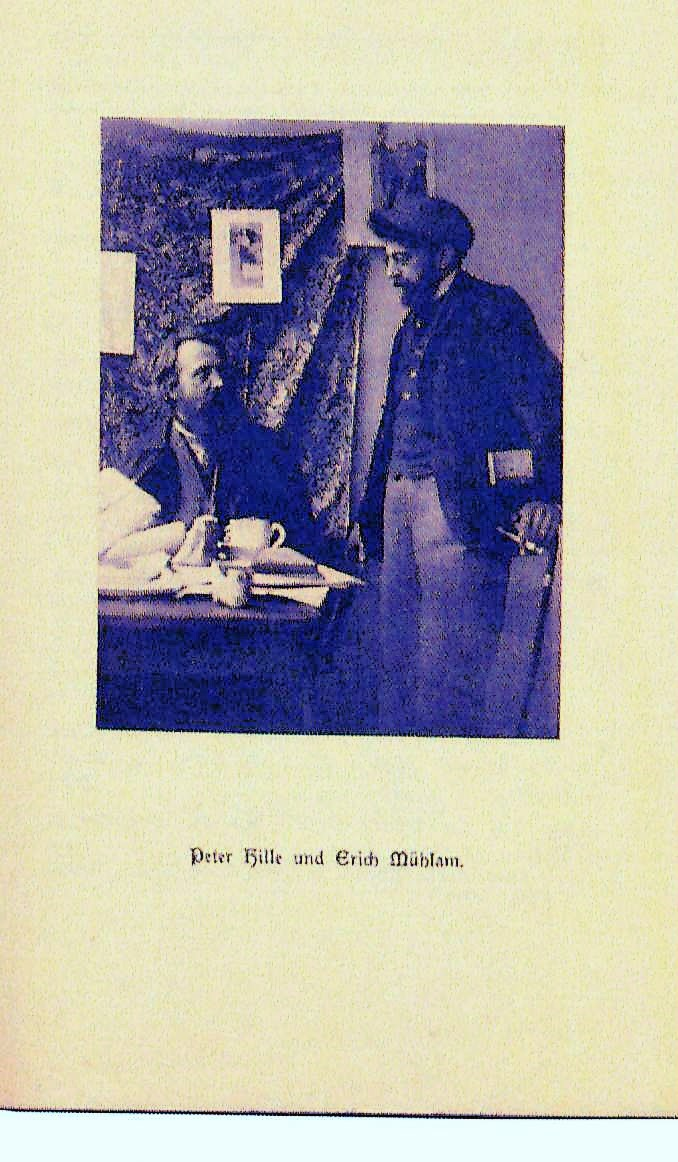
Peter Hille und Erich Mühsam

Peter Hille (* 11. September 1854 in Erwitzen; † 7. Mai 1904 in Groß-Lichterfelde) war ein deutscher spätromantischer und naturalistischer Schriftsteller.

## Ausbildung
Peter Hille wurde als Sohn eines Rentmeisters und Lehrers Friedrich Wilhelm Hille im Fachwerk-Schulhaus Erwitzen geboren. Sein Bruder Xaver trat einem franziskanischen Orden bei, sein Bruder Philipp wurde Weltgeistlicher. Von 1871 bis 1874 besuchte er das Progymnasium in Warburg, danach das Gymnasium Paulinum in Münster, wo er Mitglied der geheimen Schülerverbindung Satrebil wurde. Die Gruppe las und besprach Karl Marx, August Bebel, Charles Darwin, auch Johann Georg Hamann, Pierre-Joseph Proudhon, Karl Gutzkow und Ludwig Büchner. In seiner Münsteraner Zeit schickte er Glückwunschtelegramme an Ernst Haeckel und Wilhelm Liebknecht. Er publizierte in dieser Zeit die handgeschriebene Schülerzeitschrift Herz und Geist mit seinen Schulfreunden, den Brüdern Heinrich und Julius Hart. 1874 musste Hille wegen ungenügender Leistungen das Gymnasium ohne Abschluss verlassen und arbeitete kurze Zeit als Protokollschreiber beim Staatsanwalt in Höxter und kurz als Korrektor in einer Leipziger Druckerei. In Leipzig war Hille Gasthörer an der Universität.

## Erste literarische Erfolge
1877 schrieb er an der Zeitschrift Deutsche Dichtung Organ für Dichtung und Kritik mit, die von den Brüdern Heinrich und Julius Hart gegründet worden war. Hier erschienen seine ersten Gedichte. Für die Deutschen Monatsblätter schrieb er literaturwissenschaftliche Beiträge. Hille schrieb zudem für Michael Georg Conrads Gesellschaft, in der er 1889 das Gedicht Seegesicht veröffentlichte, und das Magazin für das In- und Auslands, die die führenden Zeitschriften der naturalistischen Bewegung waren. In dieser Zeit erhielt er einen lobenden Brief von Victor Hugo.

## Vagantentum
Eine Zeit lang arbeitete er in Bremen an der sozialdemokratischen Zeitung Bremer Tageblatt. Nach dem Scheitern des sozialistischen Blattes 1880 lebte er in den Londoner Elendsvierteln, lernte Sozialisten und Anarchisten und das Zentrum der Arbeiterbewegung kennen und machte in London Bekanntschaft mit Algernon Charles Swinburne.
Von 1882 bis 1884 lebte Hille in Holland. 1884 finanzierte er mit dem Rest einer Erbschaft eine niederländische Schauspielertruppe, die ihn mit in den finanziellen Ruin riss. Er lebte zeitweilig als Vagant, spielte trotzdem eine wichtige Rolle in der naturalistischen Bewegung. Er gab 1885 in Berlin die Zeitschrift Völkermuse Kritisches Schneidemühl heraus. Das Projekt scheiterte nach zwei Ausgaben, aber Hille freundete sich mit dem Abonnenten Detlev von Liliencron an, den er 1887 in Kellinghusen besuchte. Liliencron ermöglichte Hille den Zugang zum Friedrichshagener Dichterkreis und den Druck seines Romans Die Sozialisten.
Im Winter 1888/89 war er völlig verarmt und zudem tuberkulosekrank. Der Schriftsteller Karl Henckell rettete Hille vor dem Verhungern und nahm ihn 1889 mit nach Zürich. Hille ging anschließend auf Wanderschaft durch die Schweiz und Italien. In Zürich lernte er Gottfried Keller kennen. Hille brach anschließend zur erneuten Wanderschaft nach Italien, Ungarn, Tirol und mutmaßlich nach Spanien auf.

## Berliner Zeit
1885 zog Hille erstmals nach Berlin und war regelmäßiger Gast im Künstlerlokal Schwarzes Ferkel. 1891 suchte der völlig mittellose Hille Zuflucht bei seinem Freund Julius Hart. Seine Mittellosigkeit versuchte John Henry Mackay zu nutzen, um Hilles poetische Kraft in den Dienst extremer literarischer politischer Gruppierungen zu zwingen. 1891 lebte er kurzzeitig bei seinem Bruder in Hamm. Die Polizei verfolgte ihn als angeblichen Sozialdemokraten, er flüchtete durch ganz Deutschland, bis er 1895 wieder nach Berlin zurückkehrte. Er wechselte häufig die Wohnung, schlief nicht selten im Freien und galt seinen Freunden zeitweilig als verschollen. Jedoch findet ab 1899 Else Lasker-Schüler durch die Freundschaft mit Hille ersten Anschluss an die literarische Szene.

Die naturalistischen Schriftsteller unterstützten Hille. Die Neue Gemeinschaft bestritt seinen Lebensunterhalt. Erich Mühsam wurde 1901 sein Freund, und Hille wurde eine Kultfigur der Berliner Bohème. 1902 eröffnete er das Kabarett Cabaret zum Peter Hille mit Erich Mühsam, Richard Dehmel, Otto Julius Bierbaum und Else Lasker-Schüler, in dem er literarisch-musikalische Abende von hohem Anspruch veranstaltete. 1902 malte Lovis Corinth Hille für ein Modellgeld von 37 Mark. Am 27. April 1904 wurde Hille von einem Blutsturz auf dem Bahnhof Zehlendorf niedergeworfen. Am 7. Mai 1904 erlag er im Kreis-Krankenhaus in Groß-Lichterfelde seinem chronischen Lungenleiden im Alter von 49 Jahren.

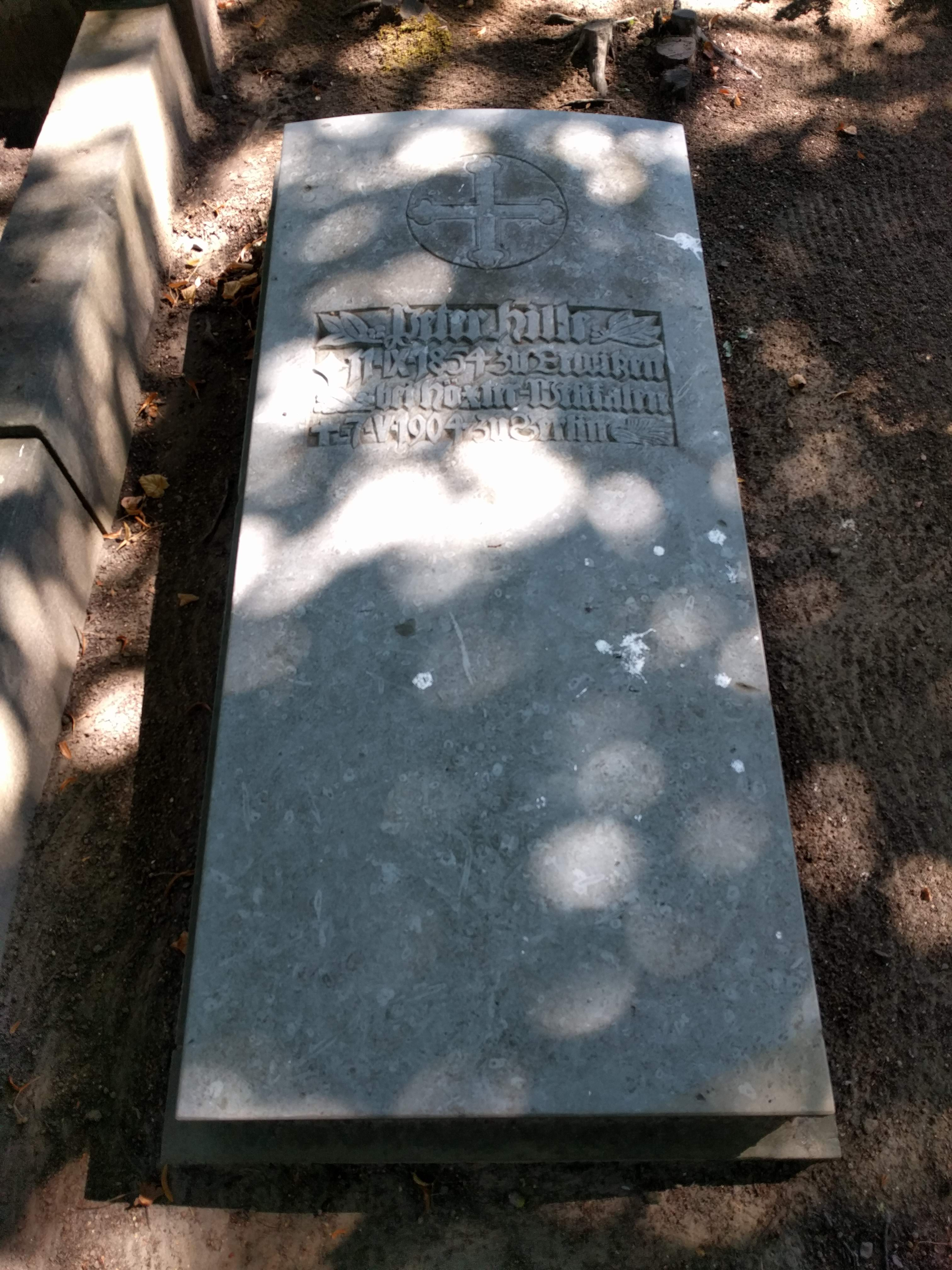
Peter Hilles Ehrengrab auf dem St.-Matthias-Friedhof

Zunächst wurde Hille im Berliner Vorort Mariendorf beerdigt. 1938 wurden seine sterblichen Überreste in ein Ehrengrab auf dem katholischen St.-Matthias-Friedhof Berlin-Tempelhof umgebettet. Das Ehrengrab befindet sich in Abteilung 9.
Ein Teilnachlass von Peter Hille befindet sich in der Handschriftenabteilung der Stadt- und Landesbibliothek Dortmund.

## Wirkungen
Hille fühlte sich zu den sozialistisch orientierten Dichtern wie Otto Erich Hartleben, Bruno Wille und Wilhelm Bölsche hingezogen.
Lasker-Schüler hat Hille in ihrem 1906 erschienenen Erstlingsprosawerk Das Peter Hille-Buch postum enthusiastisch gewürdigt.
Für Gerhart Hauptmann war Hille der „fast immer subsistenz- und obdachlose Maler Peter Hullenkamp“ in seinem Roman Der Narr in Christo Emanuel Quint.
Wilhelm Schäfer überlieferte von Peter Hille die Anekdote Der fremde Hund. In der Erzählung wird Schäfer Hilles Hund anvertraut. Der Hund wird von einem Auto überfahren. Der schuldbewusste Fahrer überreicht Hille 100 Mark. Hille legt sie stillschweigend dem toten Hund unter den zottigen Kopf und wandert besitzlos-glücklich weiter.
Hille beeinflusste die Dichter Johannes Bobrowski und Günter Bruno Fuchs, der ein Gedicht über ihn verfasste.
Am 5. Mai 1929 wurde am Geburtshaus Hilles in Erwitzen eine Gedenktafel für ihn enthüllt. Redner der Einweihungsfeier waren Else Lasker-Schüler, Beda Kleinschmidt und Alois Vogedes.

## Zitate
Aphorismen von Peter Hille.

„Heimat ist Heimweh
und Sehnen nach allen Weiten.“

„Ich habe keinen Feind als in mir selbst.“

„Ich bin, also ist Schönheit.“

## Werke (Auswahl)

### Erstausgaben
- Die Sozialisten. Roman. W. Friedrich, Leipzig 1886.
- Des Platonikers Sohn. Erziehungstragödie. E. F. Conrad’s Buchhandlung (O. Reuter), Berlin 1896.
- Semiramis – Cleopatra. Messer & Cie., Berlin 1902.
- Die Hassenburg – Roman aus dem Teutoburger Wald. Schuster & Loeffler, Berlin und Leipzig 1905.
- Das Mysterium Jesu. Erstabdruck in Fortsetzungen 1910 in Der Sturm, Buchausgabe 1921 in Insel-Bücherei 330/1.

### Werkausgaben
- Peter Hille. Gesammelte Werke. hrsg. v. seinen Freunden, 4 Bde., Schuster & Loeffler, Berlin und Leipzig 1904–1905
- Peter Hille. Gesammelte Werke. hrsg. v. Friedrich Kienecker, 6 Bde., 1984–1986
- Peter Hille (1854–1904). Werke zu Lebzeiten nach Erstdrucken und in chronologischer Reihenfolge, hrsg. v. Walter Gödden, 2 Bde., Bielefeld 2007
- Peter Hille. Sämtliche Briefe. Kommentierte Ausgabe. Herausgegeben von Walter Gödden und Nils Rottschäfer, Veröffentlichungen der Literaturkommission für Westfalen Band 43, Reihe Texte Band 18, Aisthesis Verlag Bielefeld 2010, ISBN 978-3-89528-781-7.

### Zusammenstellungen
- Fritz Droop (Hrsg.): Aus dem Heiligtum der Schönheit. Aphorismen und Gedichte. Reclam, Leipzig 1909.
- Erich Naused (Hrsg.): Peter Hille. Eine Einführung in sein Werk und eine Auswahl. Steiner, Wiesbaden 1957, DNB 452017947.
- Rüdiger Bernhardt (Hrsg.): Peter Hille: Ich bin, also ist Schönheit. Verlag Philipp Reclam, Leipzig 1975.
- Günter Albrecht (Hrsg.): Peter Hille – Der Bohemien von Schlachtensee (Märkischer Dichtergarten). 1. Auflage. Morgenbuch Verlag, Berlin 1994, ISBN 3-371-00365-5.
- Helmut Birkelbach, Michael Kienecker, Pierre Georges Pouthier (Hrsg.): „Aus allen Taschen muss es fallen …“ Ein Peter-Hille-Lesebuch. Mentis, Paderborn 2004, ISBN 3-89785-180-6.
- Walter Gödden (Hrsg.): Peter-Hille-Lesebuch. Köln 2004
  - Band 1: Gedichte und Aphorismen ISBN 3-936235-07-4.
  - Band 2: Prosa und Briefe. ISBN 3-936235-08-2.
- Bernd Jentzsch: Peter Hille (= Poesie:Album 164). Chidher-Verlag, Flamersheim und San Francisco 2013, DNB 103127586X.
- Walter Gödden, Michael Kienecker, Christoph Knüppel (Hrsg.): Welt und Ich. Neue Peter-Hille-Funde (= Aufgeblättert 2). Aisthesis, Bielefeld 2015, ISBN 978-3-8498-1095-5.
- Christoph Knüppel (Hrsg.): Peter Hille: Neu aufgefundene Texte. 1877–1904. Books on Demand, Norderstedt 2023, ISBN 978-3-7578-5414-0.

### Hörbücher
- Peter Hille – ein großer Lump schreitet durch die Himmel. Hörspiel von Walter Gödden. Edition Nyland, Köln 2004 (2 Audio-CD, 59:19 Min.)
- Vom Finden und Gefundenwerden. Peter Hille und Else Lasker-Schüler. Eine szenische Collage von Walter Gödden. Edition Nyland, Köln/Paderborn 2006 (Audio-CD, 52:45 Min.)

## Gedenken

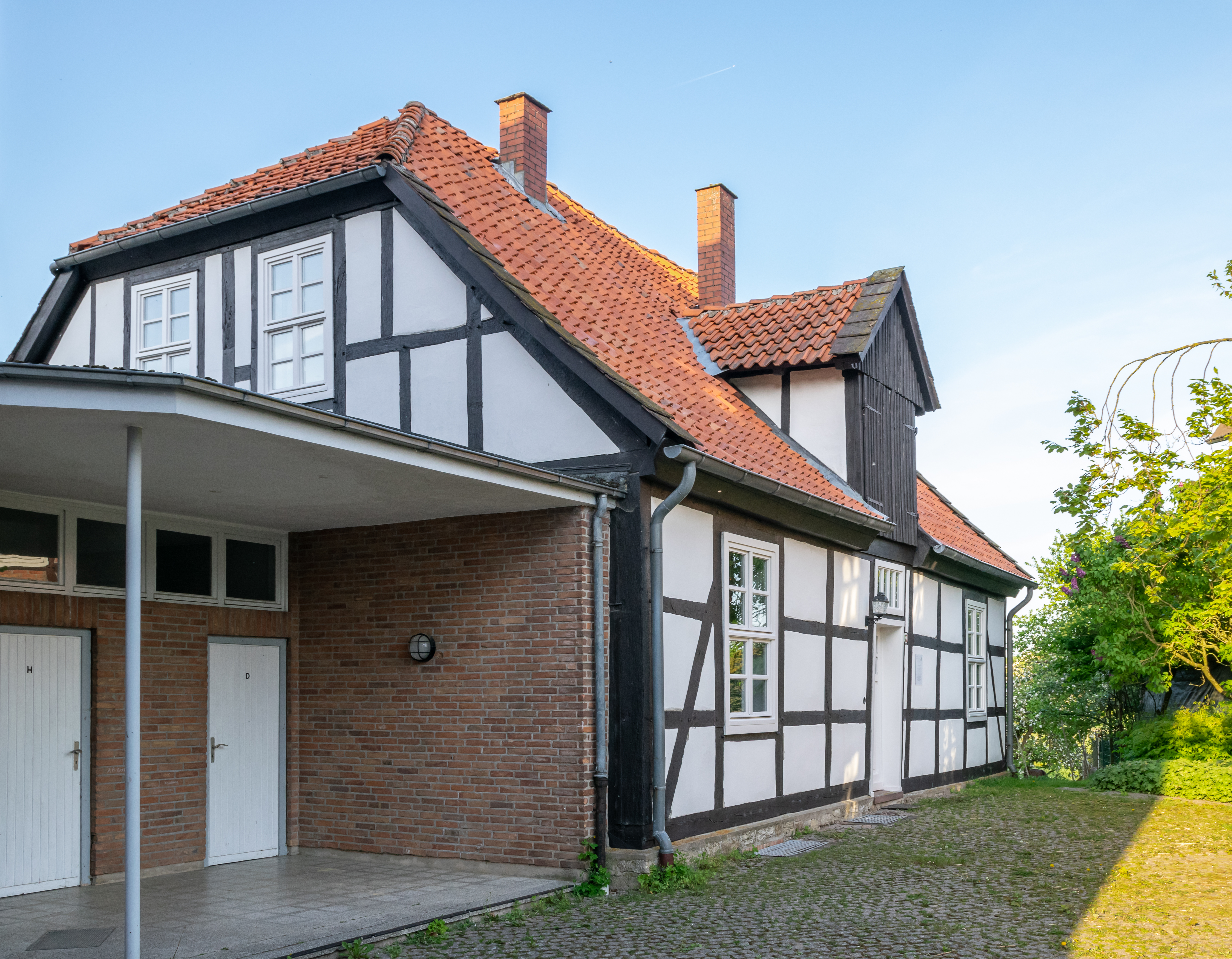
Peter-Hille-Haus

- Hille-Haus – die Hille-Gesellschaft unterhält in Erwitzen das Geburtshaus Peter Hilles; es ist als literarische Gedenk- und Begegnungsstätte eingerichtet.[6]
- Peter-Hille-Literaturpreis „Nieheimer Schuhu“ – seit 2007 alle drei Jahre vergeben[7] an:
  - 2007: Erwin Grosche
  - 2010: Fritz Eckenga
  - 2013: Wiglaf Droste
  - 2016: Hans Zippert
  - 2019: Bernd Gieseking

Der 18 Kilometer lange Wanderweg Peter-Hille-Weg mit dem Wanderzeichen U von Nieheim nach Erwitzen und zurück nach Nieheim wurde nach Peter Hille benannt. In Nieheim trägt eine Schule Peter Hilles Namen. In Erwitzen wurde 1971 ein Gedenkstein mit dem Zitat Ich bin, also ist Schönheit am Ortsrand gesetzt. In Berlin-Friedrichshagen ist eine Straße nach ihm benannt.

### Biographien
- Hans Roselieb: Peter Hille. Eine Dichterseele (= Lebensbilder aus Westfalen und Niedersachsen 2). Lensing, Dortmund 1920, DNB 362186553.
- Alois Vogedes: Peter Hille. Ein Welt- und Gottestrunkener. Mit unveröffentlichten Arbeiten aus dem Nachlass des Dichters. Schöningh, Paderborn 1947, DNB 455278180.
- Hans Dieter Schwarze: Heimweh nach den Weiten. Die abenteuerlliche Lebensgeschichte des Dichters Peter Hille (= Kleine westfälische Reihe. Gruppe 6: Westfälische Dichter und Erzähler 11). Aschendorff, Münster 1957, DNB 453967981
- Dietmar N. Schmidt: Hille, Peter. In: Neue Deutsche Biographie (NDB). Band 9, Duncker & Humblot, Berlin 1972, ISBN 3-428-00190-7, S. 146 f. (Digitalisat).
- Franz Glunz: Peter Hille. Der Lebensweg eines ruhelosen Dichters. Huxaria, Höxter 1976.
- Friedrich Kienecker (Hrsg.): Peter Hille. Dokumente und Zeugnisse zu Leben, Werk und Wirkung des Dichters (= Schriften der Universität-Gesamthochschule Paderborn. Reihe Sprach- und Literaturwissenschaft 5). Schöningh, Paderborn 1986, ISBN 3-506-78455-2.
- Rüdiger Bernhardt: „Ich bestimme mich selbst.“ Das traurige Leben des glücklichen Peter Hille (1854–1904). Bussert und Stadeler, Jena 2004, ISBN 3-932906-46-2.
- Nils Rottschäfer: Peter Hille (1854–1904). Eine Chronik zu Leben und Werk. Veröffentlichungen der Literaturkommission für Westfalen Band 44, Aisthesis, Bielefeld 2010, ISBN 978-3-89528-791-6.

### Einzelne Studien zu Person und Werk
- Gertrud Weigert: Peter Hille. Untersuchungen und Texte (= Königsberger deutsche Forschungen 9). Gräfe und Unzer, Königsberg 1931, DNB 363030816.
- Ernst Timmermann: Peter Hille. Persönlichkeit und Werk. Dissertation, Universität Köln 1939, DNB 369372220.
- Hans-Christian Müller (Hrsg.): Programm habe ich nicht, die Welt hat auch keins. Zum 125. Geburtstag des Dichters Peter Hille (= Mitteilungen der Stadt- und Landesbibliothek Dortmund. N.F. 13). Stadt- und Landesbibliothek, Dortmund 1979, DNB 800641728.
- Bernward Pohlmann: Spontaneität und Form. Romanstrukturen im deutschen Impressionismus – untersucht an den Romanen „Die Sozialisten“ und „Die Hassenburg“ von Peter Hille. Lang, Frankfurt am Main/u. a. 1985, ISBN 3-8204-8225-3.
- Helmut Birkelbach: „Ich verlebte eine einzige Kindheit auf dem Lande“. Peter Hillse Kindheitsjahre in Erwitzen, Holzhausen und Nieheim (= Hille-Lesebogen 2). Peter-Hille-Gesellschaft, Nieheim 1993, DNB 94441446X.
- Helmut Birkelbach: Peter Hilles Gottesverständnis. Untersucht an seinem hymnischen Gedicht „Dem Hohen“ (= Hille-Lesebogen 4). Peter-Hille-Gesellschaft, Nieheim 1996, DNB 953124177.
- Helmut Birkelbach: Peter Hille. Informationen zu Leben, Werk und Wirkungsgeschichte des Dichters (= Hille-Lesebogen 5). Peter-Hille-Gesellschaft, Nieheim 1996, DNB 953124134.
- Liselotte Folkerts: Peter Hilles Beziehungen zu Münster und dem Münsterland. Münster 2004, ISBN 3-00-014563-X.
- Martin M. Langner (Hrsg.): Peter Hille (1854–1904). Weidler, Berlin 2004, ISBN 3-89693-411-2.
- Walter Gödden (Hrsg.): Prophet und Prinzessin – Peter Hille und Else Lasker-Schüler. Mit Berichten aus der Werkstatt der Peter-Hille-Forschungsstelle. Aisthesis, Bielefeld 2006, ISBN 978-3-89528-554-7.
- Cornelia Ilbrig (Hrsg.): Peter Hille im Urteil seiner Zeitgenossen und Kritiker. 2 Bde.: Tl. 1: 1884–1919; Tl. 2: 1920–2006. Aisthesis, Bielefeld 2007, ISBN 978-3-89528-615-5.
- Franz Schüppen: Feuersbrunst und Kultur. Peter Hilles unvollendete Auseinandersetzung mit Schiller, in: Walter Gödden (Hrsg.): Literatur in Westfalen. Beiträge zur Forschung 10, Aisthesis, Bielefeld 2009, ISBN 978-3-89528-782-4.
- Peter Hamecher: Peter Hille, in: Peter Hamecher: Zwischen den Geschlechtern. Literaturkritik – Gedichte – Prosa. Bibliothek rosa Winkel Bd. 58, Männerschwarm Verlag 2011, ISBN 978-3-939542-58-2.
- Pierre Georges Pouthier: „Programm habe ich nicht. Die Welt hat auch keins“. Studien zu Werk und Persönlichkeit des Dichters Peter Hille. Möllmann, Borchen 2019, ISBN 978-3-89979-307-9.

### Nachlass, Autographen, Gedenken
- Auf das Grab Peter Hille’s. Leipzig 1904 (Digitalisat der UB Paderborn)
- Else Lasker-Schüler: Das Peter Hille-Buch. Juncker, Berlin 1906.
- Walther Pfannmüller: Der Nachlaß Peter Hilles. Dissertation, Universität Bonn 1940.
- Maria Kühn-Ludewig: Bestandsverzeichnis der Hille-Autographen. In: Hans-Christian Müller (Hrsg.): „Programm habe ich nicht, die Welt hat auch keins“. Zum 125. Geburtstag des Dichters Peter Hille. Stadt- und Landesbibliothek Dortmund, Dortmund 1979, S. 34–85